# Allagrapha aerea

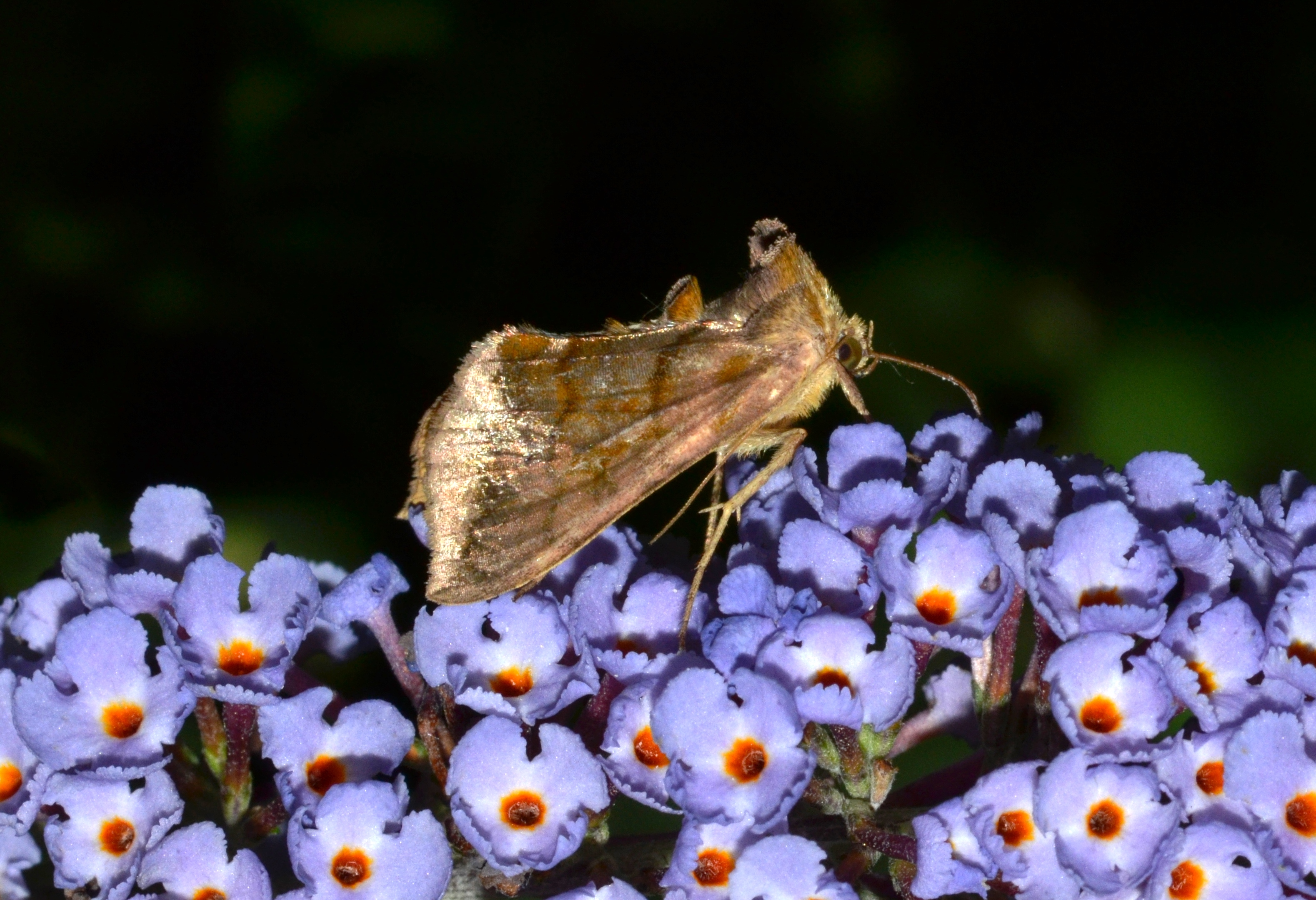
Falter beim Blütenbesuch

Allagrapha aerea ist ein in Nordamerika vorkommender Schmetterling (Nachtfalter) aus der Familie der Eulenfalter (Noctuidae).

## Merkmale

### Falter
Die Flügelspannweite der Falter beträgt 28 bis 34 Millimeter. Die Vorderflügeloberseite ist kupferfarben, nussbraun oder hellbraun gefärbt und nahezu zeichnungslos. Der Apex ist sehr spitz und leicht ausgestellt. Metallisch schimmernde Makel, die für die meisten Goldeulenarten typisch sind, fehlen dieser Art. Die Submarginalregion ist bei frisch geschlüpften Exemplaren zuweilen leicht goldfarben bestäubt. Die Hinterflügel sind hellbraun bis graubraun gefärbt und haben einen leicht verdunkelten Saumbereich. Der Thorax ist pelzig behaart und mit einem dichten Haarbüschel versehen. Der Hinterleib besitzt weitere kleinere Haarbüschel, der Saugrüssel ist gut entwickelt.

### Raupe
Ausgewachsene Raupen haben eine grasgrüne Farbe. Sie zeigen dünne weiße unterbrochene Nebenrückenlinien, kleine weiße Punkte, einen gelbweißen Seitenstreifen sowie einige kurze graue Härchen.

### Ähnliche Arten
- Diachrysia leonina ist ausschließlich in Ostasien heimisch, sodass es keine geographische Überlappung der beiden Arten gibt.
- Diachrysia aereoides unterscheidet sich durch die gelbweiß angelegte äußere Querlinie.

## Verbreitung und Vorkommen
Allagrapha aerea kommt im Südosten Kanadas sowie im Osten und der Mitte der USA vor. Die Art besiedelt in erster Linie Feld- und Wiesenlandschaften.

## Lebensweise
Die Falter fliegen in zwei Generationen im Jahr, schwerpunktmäßig in den Monaten Juni und September. Sie besuchen zur Nahrungsaufnahme Blüten und erscheinen nachts an künstlichen Lichtquellen. Die Raupen ernähren sich von den Blättern von Brennnesselgewächsen (Urticaceae), Korbblütlern (Asteraceae) oder Sojabohnen (Glycine max).